# Cyrtarachne bengalensis
Cyrtarachne bengalensis là một loài nhện trong họ Araneidae.
Loài này thuộc chi Cyrtarachne. Cyrtarachne bengalensis được Benoy Krishna Tikader miêu tả năm 1961.